# Jean Pierre Fuentes
Jean Pierre Fuentes Siguas (Lima, Provincia de Lima, Perú, 18 de octubre de 1991) es un futbolista peruano. Juega como mediocentro defensivo y actualmente se encuentra sin equipo tras jugar en el UTC de Cajamarca de la Liga 1 de Perú.
Es hijo de Isidro «El Loco» Fuentes, exfutbolista peruano popular en las décadas de los ochenta y noventa; y hermano del también futbolista Aldair Fuentes.

## Trayectoria
Formado en las divisiones menores del Alianza Lima, debutó en la primera división del fútbol peruano el 2 de marzo de 2008, a la edad de 16 años. En aquella ocasión, su equipo se enfrentaba de visita al Alianza Atlético en Sullana, y Fuentes ingresó al campo en reemplazo de Johnnier Montaño, quien debió abandonar el juego por una lesión en el brazo derecho.
En 2012, jugó la Copa Sudamericana representando al Unión Comercio, donde además compartió equipo con el seleccionado nacional Miguel Trauco. Su trayectoria continuó en 2015 con el Sport Loreto, equipo con el que experimentó el descenso. Luego, en 2016, regresó al Unión Comercio antes de fichar en 2018 por el F. B. C. Melgar. Sin embargo, en este último club, fue separado del plantel antes de la segunda semifinal del Campeonato Descentralizado, en medio de rumores de que había perdido intencionalmente la marca de su hermano, Aldair, permitiendo un empate de Alianza Lima en un partido clave.
Posteriormente, en 2019, fichó por Carlos A. Mannucci, club en el que permanecería hasta la temporada 2022. En 2023 fue contratado por Deportivo Garcilaso, y a mediados de ese mismo año se unió al UTC de Cajamarca.

## Estadísticas

### Clubes
| Club                       | Div.          | Temporada     | Liga  | Liga  | Copas nacionales(1) | Copas nacionales(1) | Copas internacionales | Copas internacionales | Total | Total |
| Club                       | Div.          | Temporada     | Part. | Goles | Part.               | Goles               | Part.                 | Goles                 | Part. | Goles |
| -------------------------- | ------------- | ------------- | ----- | ----- | ------------------- | ------------------- | --------------------- | --------------------- | ----- | ----- |
| Alianza Lima · Perú        | 1.ª           | 2008          | 1     | 0     | —                   | —                   | -                     | -                     | 1     | 0     |
| Alianza Lima · Perú        | 1.ª           | 2009          | 0     | 0     | —                   | —                   | —                     | —                     | 0     | 0     |
| Alianza Lima · Perú        | 1.ª           | 2010          | 0     | 0     | —                   | —                   | 0                     | 0                     | 0     | 0     |
| Alianza Lima · Perú        | Total club    | Total club    | 1     | 0     | 0                   | 0                   | 0                     | 0                     | 1     | 0     |
| Cobresol FBC · Perú        | 1.ª           | 2011          | 11    | 0     | —                   | —                   | —                     | —                     | 11    | 0     |
| Cobresol FBC · Perú        | 1.ª           | 2012          | 16    | 1     | —                   | —                   | —                     | —                     | 16    | 1     |
| Cobresol FBC · Perú        | Total club    | Total club    | 27    | 1     | 0                   | 0                   | 0                     | 0                     | 27    | 1     |
| Unión Comercio · Perú      | 1.ª           | 2012          | 8     | 0     | —                   | —                   | 2                     | 0                     | 10    | 0     |
| Unión Comercio · Perú      | 1.ª           | 2013          | 14    | 0     | —                   | —                   | —                     | —                     | 14    | 0     |
| León de Huánuco · Perú     | 1.ª           | 2014          | 2     | 0     | 1                   | 0                   | —                     | —                     | 3     | 0     |
| León de Huánuco · Perú     | Total club    | Total club    | 2     | 0     | 1                   | 0                   | 0                     | 0                     | 3     | 0     |
| Sport Loreto · Perú        | 2.ª           | 2015          | 25    | 1     | —                   | —                   | —                     | —                     | 25    | 1     |
| Sport Loreto · Perú        | Total club    | Total club    | 25    | 1     | 0                   | 0                   | 0                     | 0                     | 25    | 1     |
| Unión Comercio · Perú      | 1.ª           | 2016          | 32    | 0     | —                   | —                   | —                     | —                     | 32    | 0     |
| Unión Comercio · Perú      | 1.ª           | 2017          | 36    | 7     | —                   | —                   | —                     | —                     | 36    | 7     |
| Unión Comercio · Perú      | Total club    | Total club    | 90    | 7     | 0                   | 0                   | 2                     | 0                     | 92    | 7     |
| FBC Melgar · Perú          | 1.ª           | 2018          | 24    | 0     | —                   | —                   | 2                     | 0                     | 26    | 0     |
| FBC Melgar · Perú          | Total club    | Total club    | 24    | 0     | 0                   | 0                   | 2                     | 0                     | 26    | 0     |
| Carlos A. Mannucci · Perú  | 1.ª           | 2019          | 20    | 3     | 3                   | 0                   | —                     | —                     | 23    | 3     |
| Carlos A. Mannucci · Perú  | 1.ª           | 2020          | 16    | 1     | —                   | —                   | —                     | —                     | 16    | 1     |
| Carlos A. Mannucci · Perú  | 1.ª           | 2021          | 22    | 2     | 2                   | 1                   | 2                     | 0                     | 26    | 3     |
| Carlos A. Mannucci · Perú  | 1.ª           | 2022          | 12    | 0     | 0                   | 0                   | 0                     | 0                     | 12    | 0     |
| Carlos A. Mannucci · Perú  | Total club    | Total club    | 70    | 6     | 5                   | 1                   | 2                     | 0                     | 77    | 7     |
| Deportivo Garcilaso · Perú | 1.ª           | 2023          | 12    | 1     | —                   | —                   | 0                     | 0                     | 12    | 1     |
| Deportivo Garcilaso · Perú | Total club    | Total club    | 12    | 1     | 0                   | 0                   | 0                     | 0                     | 12    | 1     |
| UTC de Cajamarca · Perú    | 1.ª           | 2023          | 12    | 0     | —                   | —                   | 0                     | 0                     | 12    | 0     |
| UTC de Cajamarca · Perú    | Total club    | Total club    | 12    | 0     | 0                   | 0                   | 0                     | 0                     | 12    | 0     |
| Total carrera              | Total carrera | Total carrera | 263   | 16    | 6                   | 1                   | 6                     | 0                     | 275   | 17    |

## Palmarés
| Título          | Club            | País | Año  |
| --------------- | --------------- | ---- | ---- |
| Torneo Clausura | F. B. C. Melgar | Perú | 2018 |